# دهستان تسیرانگتو
دهستان تسیرانگتو (به لاتین: Tsirangtoe Gewog) یک دهستان در کشور بوتان است که در ناحیهٔ تسیرنگ واقع شده‌است.